# Xherdan Shaqiri
Xherdan Shaqiri (Gjilan, 10 de outubro de 1991) é um futebolista suíço nascido no Kosovo que atua como ponta. Atualmente está no Basel.
Nascido na província do Kosovo da antiga Iugoslávia, sua família emigrou para a Suíça.

## Carreira
Destacou-se atuando pelo Basel, principal clube do país. No ano de 2009 e subiu para o time principal, e desde então conquistou todos os títulos do Campeonato Suíço que disputou de forma consecutiva.
Em 9 de fevereiro de 2012 o Bayern de Munique o contratou, juntando-se ao clube no fim da temporada 2011–12.
Em 8 de janeiro de 2015 foi por empréstimo para a Inter de Milão, que depois o contratou por definitivo. Após o fim da temporada 2014–15, em 1 de julho de 2015, transferiu-se ao Stoke City.
Em 13 de julho de 2018, foi contratado pelo Liverpool.
Em 2021, foi anunciado pelo Lyon.
Em 2022, o Chicago Fire anunciou a contratação de Shaqiri, com contrato válido até 2024. Em 14 de agosto de 2024, o Chicago Fire e Shaqiri concordaram mutuamente em rescindir seu contrato.
Em agosto de 2024 anunciou seu retorno para o Basel , clube que o revelou, com contrato válido por três temporadas.

## Seleção Nacional
Estreou pela Seleção Suíça principal em 3 de março de 2010 em partida amistosa contra o Uruguai. 
Foi o grande destaque suíço na Copa do Mundo FIFA 2014. Marcou os três gols da vitória sobre Honduras na terceira rodada da fase de grupos pelo grupo E, que tinha também a França e o Equador. A Suíça se classificou em segundo lugar no grupo, e foi eliminada nas oitavas de finais pela Argentina pelo placar mínimo (1-0) na prorrogação. Shaqiri concorreu ao prêmio de melhor jogador jovem da Copa, mas quem venceu foi o francês Paul Pogba.
Marcou um golaço de bicicleta na partida contra a Polônia pelas oitavas de final da UEFA Euro 2016, mas não conseguiu evitar a eliminação nos pênaltis.
Após o Campeonato Europeu de Futebol de 2024, Shaqiri anunciou sua aposentadoria da Seleção.

## Títulos
Basel
- Campeonato Suíço: 2009-10, 2010-11, 2011-12, 2024-25
- Copa da Suíça: 2009-10, 2011-12, 2024-25

Bayern de Munique
- Supercopa da Alemanha: 2012
- Bundesliga: 2012-2013, 2013-14
- Liga dos Campeões da UEFA: 2012-13
- Copa da Alemanha: 2012-13, 2013-14
- Copa Uli Hoeneß: 2013
- UEFA Super Cup: 2013
- Copa do Mundo de Clubes da FIFA: 2013

Liverpool
- Liga dos Campeões da UEFA: 2018-19
- Supercopa da UEFA: 2019
- Copa do Mundo de Clubes da FIFA: 2019
- Campeonato Inglês: 2019–20

### Prêmio individuais
- Melhor jogador da partida da Copa do Mundo de 2014: Suíça 2x1 Equador, Honduras 0x3 Suíça
- Equipe do torneio da Liga das Nações da UEFA: 2018–19[13]